# Gonkin
Gonkin to wieś w regionie Plateau-Central w prowincji Ganzourgou w środkowym Burkina Faso. Ma około 345 mieszkańców.